# Rhizothrichidae
Rhizothrichidae är en familj av kräftdjur. Rhizothrichidae ingår i ordningen Harpacticoida, klassen Maxillopoda, fylumet leddjur och riket djur.
Kladogram enligt Dyntaxa:
| Rhizothrichidae | \| \| Rhizothrix \| \| \| \| \| \| Tryphoema \| \| \| \| |
|                 | \| \| Rhizothrix \| \| \| \| \| \| Tryphoema \| \| \| \| |
|                 | Rhizothrix                                               |
|                 |                                                          |
|                 | Tryphoema                                                |
|                 |                                                          |